# Lijst van voormalige Nederlandse handbalclubs
Dit artikel geeft een overzicht van voormalige Nederlandse handbalclubs.

### A
- AAC 1899 (Arnhem); opgericht op 1 juli 1989, op 1 juni 2017 met AHV Swift (Arnhem) gefuseerd tot Door Fusie Sterker (Arnhem).
- AHC '94 (Alkmaar); opgericht in 1994, op 5 december 2002 met HV Kolping (Oudorp) gefuseerd tot AHC Kolping (Alkmaar).
- AHC Kolping (Oudorp); opgericht op 5 december 2002, opgeheven in 2007.
- HV Alkmaar (Alkmaar); opgericht in 1961, in 1994 met AOG (Alkmaar) gefuseerd tot AHC '94 (Alkmaar).
- HV Alfa Schinnen (Schinnen); opgericht in 1956, in april 1991 met Zwart-Wit Oirsbeek (Oirsbeek) gefuseerd tot Zwart-Wit Schinnen (Schinnen).
- HV Amsterdam; opgericht op 3 mei 1982, opgeheven.
- HV Ancora (Barendrecht); op 1 juli 2002 met HV Sprongschot (Barendrecht) gefuseerd tot Barendrechtse Sportvereniging Savosa (Barendrecht).
- RSC Animo (Rijswijk); opgericht op 6 september 1936, opgeheven op 3 juni 2007.
- AOG (Alkmaar); in 1994 met HV Alkmaar (Alkmaar) gefuseerd tot AHC '94 (Alkmaar).
- Apollo '70 (Wehl); opgericht op 1 september 1970, op 1 juni 2015 met De Gazellen (Doetinchem) gefuseerd tot HV Artemis '15 (Doetinchem).
- Arnhemia (Arnhem); opgericht op 1 januari 1948, op 1 juli 1989 met Athomic (Arnhem) gefuseerd tot Arnhemia Athomic Combinatie 1899 (Arnhem).
- HV Artemis (Tilburg); opgericht in 2003, op 1 juli 2015 opgeheven.
- Athomic (Arnhem); opgericht op 1 juli 1969, op 1 juli 1989 met Arnhemia (Arnhem) gefuseerd tot Arnhemia Athomic Combinatie 1899 (Arnhem).
- HV Attila (Utrecht); op 1 juli 1989 met HV Nieuwegein (Nieuwegein) gefuseerd tot HVN/Attila (Nieuwegein).

### B
- SV Baarn (Baarn); opgericht in 1995, de handbalafdeling werd in 2015 opgeheven, op 25 juni 2016 doorstart met Limvio (Baarn) tot Handbal Combinatie Limvio Baarn (Baarn).
- HV Baarn '73 (Baarn); opgericht in 1973, in 1995 met omnisportvereniging KSV Limvio (Baarn) en voetbalvereniging BVV Baarn (Baarn) tot SV Baarn (Baarn).
- Be Fair (Horn); gefuseerd in 1991 met HV Haelen (Haelen) tot HV Leudal (Horn, Neer).
- HV Bleyerheide (Bleijerheide); failliet gegaan in 1956.
- BEVO (Beringe); opgericht op 24 februari 1969, op 1 juli 1987 met Heldia (Panningen) gefuseerd tot Bevo Heldia Combinatie (Panningen).
- Blauw-Wit (Neerbeek); opgericht op 23 april 1957, op 1 juli 1998 met HV Caesar (Beek) gefuseerd tot Beeker Fusie Club (Beek).
- Break-Out (Schaesberg); op 1 mei 1990 met DES (Ubach over Worms) gefuseerd tot Break Out-DES Combinatie '90 (Landgraaf).
- HV BSV (Brunssum); opgericht op 10 april 1955, op 11 juli 1990 met HV Limburgia (Brunssum) gefuseerd tot HV Brunssum (Brunssum).
- BSV (Blaricum); opgericht in 1949, op 1 november 1999 met HV Laren (Laren) gefuseerd tot Handbalvereniging Sterk Door Samenwerking '99 (Blaricum, Laren).

### C
- HV Caesar (Beek); opgericht in 1944, op 1 juli 1998 met Blauw-Wit (Neerbeek) gefuseerd tot Beeker Fusie Club (Beek).
- SV Concordia (Hillegom); op 1 juli 2012 met voetbalvereniging VV Hillegom (Hillegom) gefuseerd tot SV Hillegom (Hillegom).

### D
- Delphi (Blerick); opgericht in juni 1979, opgeheven in 1981.
- Des-Vriendschap Combinatie (Eindhoven); in 2000 gefuseerd met Sport Vereniging Oude Gracht (SVOG) (Eindhoven) en PSV Handbal (Eindhoven) onder de vlag van PSV.
- DES (Ubach over Worms); op 1 mei 1990 met Break-Out (Schaesberg) gefuseerd tot Break Out-DES Combinatie '90 (Landgraaf).
- DES (Buggenum); gefuseerd met HV Leudal (Horn) onder de vlag van HV Leudal.
- Deventer Sport Vereniging Actief (Deventer); op 1 juli 1997 met WSV '38 (Deventer) tot Handbal Combinatie Deventer 1997 (Deventer).
- DOS '80 (Heesch); opgericht op 30 oktober 1980, op 1 juli 2020 gefuseerd met Olympia '89 (Oss) tot Dynamico (Oss, Heesch).
- DVO (Sittard); in 1950 opgericht, op 23 juni 1980 met Sittardia (dameskant) (Sittard) gefuseerd tot Sittardia-DVO (Sittard).
- HV DTO (Enschede); op 1 januari 1995 met HV Enschede (Enschede) gefuseerd tot Enschedese Handbal Combinatie '95 (Enschede).

### E
- HV Eendracht (De Meern); opgericht op 31 mei 1961, op 16 november 2012 met UDSV (Overvecht, Zuilen) gefuseerd tot HV Leidsche Rijn (Utrecht).
- Eerste Delftse Handbalvereniging (Delft); opgericht op 1 juni 1949, op 14 juni 2014 opgeheven.
- EMM (Middelburg); opgericht op 16 maart 1925, op 1 juli 2018 gefuseerd met VSV Olympus (Vlissingen) tot EMM Olympus Combinatie (Middelburg, Vlissingen).
- HV Enschede (Enschede); op 1 januari 1995 met HV DTO (Enschede) gefuseerd tot Enschedese Handbal Combinatie '95 (Enschede).
- Eridos; opgericht in 1964, op 1 september 1967 met HIOS gefuseerd tot Eridos Hios Combinatie.

### F
- Foreholte; in 1992 met Nieuw-Vennep gefuseerd tot Noorlander-Bollenstreek, later genaamd HV Foreholte.
- Fortuna (Almelo); opgericht in 1946, opgeheven in 1996.
- Fortuna Geleen; opgericht in 1948 als HV Maurits; met het opgaan van de voetbaltak van Maurits in Fortuna '54 wijzigde ook de naam van de handbaltak; opgeheven in 1987.
- Fortuna HV (Winterswijk); opgericht op 1 september 1963, in 1967 gefuseerd met RKVV Fortuna Winterswijk onder de vlag van SV Fortuna, op 25 mei 1993 werd de handbalafdeling gefuseerd met HV WWV tot Handbal Combinatie Winterswijk.
- Fairplay; opgericht in 1983, gefuseerd met Stompwijk '92 tot Stompwijk/Fairplay.

### G
- HV De Gazellen (Doetinchem); opgericht op 7 maart 1962, op 1 juni 2015 met Apollo '70 (Wehl) gefuseerd tot HV Artemis '15 (Doetinchem).
- HV Gulpen (Gulpen); opgericht op 18 juli 1968, op 1 augustus 2005 met MVC (Mechelen) gefuseerd tot MenG Optimo (Gulpen).

### H
- HV Haelen (Haelen); gefuseerd in 1991 met Be Fair (Horn) tot HV Leudal (Horn, Neer).
- HV Haslou (Elsloo); opgericht in 1958, op 1 juli 1990 met Steinder Handbalvereniging '75 (Stein)] gefuseerd tot Elsloo-Stein Combinatie '90 (Stein).
- Havedo (Raamsdonksveer); opgericht op 20 juni 1979, op 1 juli 2005 met ASV Mountain Stars (Raamsdonksveer) gefuseerd tot ASV HMC Raamsdonksveer (Raamsdonksveer).
- Handbal Combinatie Winterswijk (Wagenberg); opgericht op 25 mei 1993, in 2000 met Handbal Terheijden (Terheijden) gefuseerd tot Mixed-Up 2000 (Wagenberg).
- HV Heerenveen (Heerenveen); opgericht op november 1965, opgeheven.
- SV Heerlen (Heerlen); opgericht op 10 mei 1954, opgeheven in 2017.
- Heldia (Panningen) ; opgericht op 4 augustus 1967, op 1 juli 1987 met BEVO (Beringe) tot Bevo Heldia Combinatie (Panningen).
- HV Hellas (Klimmen); in 1991 met HV Voerendaal (Voerendaal) gefuseerd tot HV Gemini (Voerendaal).
- HEC (Den Haag); opgeheven.
- Hellas '57 (Leeuwarden); opgericht op 28 oktober 1957, op 10 mei 2006 met HV Meteoor (Leeuwarden) gefuseerd tot HV Cometas (Leeuwarden).
- Hermes (Den Haag); op 23 juni 1938 opgericht, op 1 januari 2016 met SV Wings (Den Haag) gefuseerd tot Wings Hermes Combinatie (Den Haag).
- HIOS; opgericht in 1948, op 1 september 1967 met Eridos gefuseerd tot Eridos Hios Combinatie.
- De Hollandiaan; in 2006 met WIK gefuseerd tot Hollandiaan-WIK-Combinatie.
- Hollandiaan-WIK-Combinatie; opgericht in 2006, op 1 juli 2015 gefuseerd met volleybalverenigingen Oranje Nassau CKC en CKC Spirit tot SC Twist.
- H.V.K. fuseerde op 1 april 1946 met Valerius tot H.V.C..
- H.V.C. opgericht op 1 april 1946, op 1 juli 1997 gefuseerd met U.V.G. tot HV Ventura (Schiedam).
- HVM (Neer); gefuseerd met HV Leudal (Horn) onder de vlag van HV Leudal (Horn, Neer).
- SV Hygiea (Den Haag) opgericht in 1921 als een handbal- en softbalvereniging. Door onbekende redenen geen handbalafdeling maar wel softbal.

### I
- HV Iason (Valkenburg); opgericht op 20 augustus 1954, op 27 juni 2016 met HV Marsna (Meerssen) gefuseerd tot Marsna Iason Combinatie (Valkenburg, Meerssen).
- HV IVS (Urmond); opgericht op 1 augustus 1963, opgeheven.

### K
- HV Kerkrade (Kerkrade); opgericht op 5 september 1942, opgeheven jaren 10.
- HV Kolping (Oudorp); opgericht in 1963, op 5 december 2002 met AHC '94 (Alkmaar) gefuseerd tot AHC Kolping (Alkmaar).

### L
- HV Laren (Laren); opgericht in 1950, op 1 november 1999 met BSV (Blaricum) gefuseerd tot Handbalvereniging Sterk Door Samenwerking '99 (Blaricum, Laren).
- HV Leudal (Horn, Neer); opgericht in 1991, op 1 juli 2017 met HV Maasgouw (Maasgouw) en Swift 2000 (Roermond) gefuseerd tot HV LimMid (Roermond, Horn, Maasbracht, Neer, Melick, Herten).
- Limburg Lions (Sittard-Geleen); opgericht 30 juni 2008 door samenwerking tussen BFC (tot 2016), Sittardia en Vlug en Lenig. Failliet gegaan in juni 2025.

- HV Limburgia (Brunssum); opgericht op 1 juli 1950, op 11 juli 1990 met HV BSV (Brunssum) gefuseerd tot HV Brunssum (Brunssum).
- Limvio (Baarn); opgericht op 20 juni 1951, op 25 juni 2016 doorstart met de oude handbalafdeling van SV Baarn (Baarn) tot Handbal Combinatie Limvio Baarn (Baarn).
- HV Linne (Linne); in 2010 met HV Maasbracht (Maasbracht) gefuseerd tot HV Maasgouw (Maasgouw).
- Losser (Losser); in 1964 met OSV '31 (Overdinkel) gefuseerd tot Combinatie '64 (Losser).

### M
- HV Maasbracht (Maasbracht); in 2010 met HV Linne (Linne) gefuseerd tot HV Maasgouw (Maasgouw).
- HV Maasgouw (Maasgouw); opgericht in 2010, op 1 juli 2017 met HV Leudal (Horn, Neer) en Swift 2000 (Roermond) gefuseerd tot HV LimMid (Roermond, Horn, Maasbracht, Neer, Melick, Herten).
- HV Maastricht (Maastricht); opgeheven.
- HV Marsna (Valkenburg); opgericht op 1 juli 1949, op 27 juni 2016 met HV Iason (Meerssen) gefuseerd tot Marsna Iason Combinatie (Valkenburg, Meerssen).
- MVC (Mechelen); op 1 augustus 2005 met HV Gulpen gefuseerd tot MenG Optimo.
- HV Megacles; op 1 juni 1984 met Weert ’77 en Quick gefuseerd tot HV Rapiditas.
- HV Merefeldia (Nederweert); opgericht op 14 januari 1963, op 2 januari 2015 met HC Ospel (Ospel) gefuseerd tot MEOS (Nederweert).
- HV Meteoor (Leeuwarden); opgericht in juni 1951, op 10 mei 2006 met Hellas '57 (Leeuwarden) gefuseerd tot HV Cometas (Leeuwarden).
- RKSV Trajectum ad Mosam (Maastricht); opgericht in 1951, opgeheven in 1988.
- ASV Mountain Stars (Raamsdonksveer); opgericht op 25 augustus 1969, op 1 juli 2005 met Havedo (Raamsdonksveer) gefuseerd tot ASV HMC Raamsdonksveer (Raamsdonksveer).

### N
- Nieuw-Vennep; in 1992 met Foreholte gefuseerd tot Noorlander-Bollenstreek, later genaamd HV Foreholte.
- Niloc (Amsterdam); failliet gegaan in begin jaren negentig.

### O
- OASE; opgericht op 30 mei 1978, op 1 februari 2010 met voetbal- en biljartvereniging SV ROAC '79 en de gymnastiekvereniging Gyvero gefuseerd tot SV ROAC.
- Olympia '89; opgericht op 24 oktober 1989, op 1 juli 2020 gefuseerd met DOS '80 tot Dynamico.
- Olympia Groningen; opgericht in 1926, opgeheven.
- VSV Olympus (Vlissingen); opgericht op 22 november 1949, op 1 juli 2018 gefuseerd met EMM (Middelburg) tot EMM Olympus Combinatie (Middelburg, Vlissingen).
- HV Ookmeer (Amsterdam); in 1986 gefuseerd met HV Slotervaart (Amsterdam) tot Ookmeer Slotervaart Combinatie (Amsterdam).
- Ookmeer Slotervaart Combinatie (Amsterdam); opgericht in 1986, in juli 2000 gefuseerd met Westervogels (Amsterdam) tot SV Westsite (Amsterdam).
- Operatie '55 (Den Haag); opgericht op 22 april 1955, opgeheven op 1 oktober 1970.
- OriënTo (Amsterdam); op 1 juli 2006 met De Volewijckers (Amsterdam) gefuseerd tot Volewijckers-OriënTo-Combinatie (Amsterdam).
- HC Ospel; opgericht op 10 juli 1964, op 2 januari 2015 met HV Merefeldia gefuseerd tot MEOS.
- OSV '31 (Overdinkel); in 1964 met Losser (Losser) gefuseerd tot Combinatie '64 (Losser).

### P
- HV Pegasus (Ter Apel); opgericht op 1 juni 1981, opgeheven.
- Polaris (Maastricht); opgeheven.

### Q
- Quick 20 Oldenzaal rond 1990 fuseerd met Hv Berghuizen tot Hacol 90 (handbal combinatie Oldenzaal)
- Quick (Weert); op 1 juni 1984 met HV Megacles (Weert) en Weert ’77 (Weert) gefuseerd tot HV Rapiditas (Weert).

### R
- RKHVL; opgericht in 1951, in 1964 gefuseerd met Handbal Wilhelmus tot Eridos.
- Rowah (Waddinxveen); opgericht op 1 januari 1991, opgeheven in december 2017.

### S
- Sertorius; opgericht op 24 september 2001, jaren 10 opgeheven.
- HV Seyst; opgeheven in 1989.
- SGK '47 (Sint Annaparochie); opgericht in 1947, op 26 maart 2008 met HV Stiens (Stiens) gefuseerd tot Friese Handbal Combinatie (Sint Annaparochie, Stiens).
- Sittardia-DVO (Sittard); opgericht op 23 juni 1980, op 1 juli 2002 gefuseerd met Sittardia (herenkant) (Sittard) tot HV Sittardia (Sittard).
- Sittardse Boys (Sittard); opgericht in 1942, in 1951 met de handbalafdeling van Atletiek Vereniging Sittard (Sittard) gefuseerd tot Sittardia (Sittard).
- HV Slotervaart (Amsterdam); in 1986 gefuseerd met HV Ookmeer (Amsterdam) tot Ookmeer Slotervaart Combinatie (Amsterdam).
- RHV Snelwiek; opgericht op 1 oktober 1941, op 18 mei 2018 deels gaan samenwerken met HARO Rotterdam onder de vlag van Feyenoord Handbal, op 12 april 2019 volledig onder de vlag van Feyenoord Handbal.
- Sparta (Groningen); op 30 oktober 1997 met Vlugheid en Kracht (Groningen) gefuseerd tot Vlugheid en Sparta (Groningen).
- HV Sprongschot (Barendrecht); op 1 juli 2002 met HV Ancora (Barendrecht) gefuseerd tot Barendrechtse Sportvereniging Savosa (Barendrecht).
- Sport Vereent (Zuilen); opgericht op 26 januari 1933, op 1 juli 1985 met Utille Dulci (Overvecht) gefuseerd tot UDSV (Overvecht, Zuilen).
- Sport Vereniging Oude Gracht; in 2000 gefuseerd met Des-Vriendschap Combinatie en PSV Handbal onder de vlag van PSV.
- Start '85; opgericht in 1985, op 1 juni 1995 gefuseerd met de handbalafdeling van SV DSO tot Gemini (Z).
- Steinder Handbalvereniging '75 (Stein); opgericht in april 1975, op 1 juli 1990 met HV Haslou (Elsloo) gefuseerd tot Elsloo-Stein Combinatie '90 (Stein).
- HV Stiens (Stiens); opgericht op 16 mei 1950, op 26 maart 2008 met SGK '47 (Sint Annaparochie) gefuseerd tot Friese Handbal Combinatie (Sint Annaparochie, Stiens).
- HV Swalmen (Swalmen); opgericht op 24 mei 1994, jaren 10 opgeheven.
- AHV Swift (Arnhem); opgericht op 19 juni 1946, op 1 juni 2017 met AAC 1899 (Arnhem) gefuseerd tot Door Fusie Sterker (Arnhem).
- Swift 2000 (Roermond); opgericht onder de naam S2000 op 26 september 2000, op 1 juli 2017 met HV Leudal (Horn, Neer) en HV Maasgouw (Maasgouw) gefuseerd tot HV LimMid (Roermond, Horn, Maasbracht, Neer, Melick, Herten).
- HV Swift Roermond (Roermond); opgericht op 1 september 1947, op 21 september 2000 opgeheven. De in 2000 opgerichte vereniging Swift 2000 (Roermond) kan als opvolger worden beschouwd.

### T
- Handbal Terheijden (Terheijden); in 2000 met Handbal Combinatie Wagenberg (Wagenberg) gefuseerd tot Mixed-Up 2000 (Wagenberg).
- HV Tongelre (Eindhoven); opgeheven.
- SV Tyfoon (Zwolle); opgericht op 25 november 1964, op 1 juli 2016 met SV Zwolle (Zwolle) tot HV Zwolle (Zwolle).

### U
- Utille Dulci (Overvecht); opgericht op 2 februari 1941, op 1 juli 1985 met Sport Vereent (Zuilen) gefuseerd tot UDSV (Overvecht, Zuilen).
- UDSV (Overvecht, Zuilen); opgericht op 1 juli 1985, op 16 november 2012 met HV Eendracht (De Meern) gefuseerd tot HV Leidsche Rijn (Utrecht).
- U.V.G. opgericht op 7 mei 1947, op 1 juli 1997 gefuseerd met H.V.C. tot HV Ventura (Schiedam).

### V
- Valerius fuseerde op 1 april 1946 met H.V.K. tot H.V.C..
- HC Vites'se (Spaubeek); opgericht op 26 juli 1951, op 21 september 1963 opgeheven.
- HV Voerendaal (Voerendaal); in 1991 met HV Hellas (Klimmen) gefuseerd tot HV Gemini (Voerendaal).
- De Volewijckers (Amsterdam); op 1 juli 2006 met OriënTo (Amsterdam) gefuseerd tot Volewijckers-OriënTo-Combinatie (Amsterdam).
- HV Volt (Tilburg); in 2003 met HV Were Di (Tilburg) gefuseerd tot HV Artemis (Tilburg).
- De Vlinders (Sterksel); opgericht op 1 april 1960, op 1 juli 2016 opgeheven.
- Vlugheid en Kracht (Groningen); op 30 oktober 1997 met Sparta (Groningen) gefuseerd tot Vlugheid en Sparta (Groningen).

### W
- Watersley R+D Handball Team (Geleen); opgericht 8 juni 2023 als afsplitsing van het herenteam van Vlug en Lenig. Stopte in juni 2025.

- Walburg '75; opgericht op 17 april 1975, in 1 juli 2005 met korfbalvereniging Zwijndrecht gefuseerd tot SV Conventus.
- Weert ’77; opgericht in 1977, op 1 juni 1984 met HV Megacles en Quick gefuseerd tot HV Rapiditas.
- HV Were Di (Tilburg); opgericht in 1950, in 2003 met HV Volt (Tilburg) gefuseerd tot HV Artemis (Tilburg).
- Westervogels (Amsterdam); in juli 2000 gefuseerd met Ookmeer Slotervaart Combinatie (Amsterdam) tot SV Westsite (Amsterdam).
- WHV; op 2 juni 1975 met White Girls gefuseerd tot HV Witte Ster '75.
- White Girls op 2 juni 1975 met WHV gefuseerd tot HV Witte Ster '75.
- WIK; opgericht in 1935, in 2006 met De Hollandiaan gefuseerd tot Hollandiaan-WIK-Combinatie.
- Handbal Wilhelmus; opgericht in 1949, in 1964 gefuseerd met RKHVL tot Eridos.
- HV Wilskracht (Geleen); opgericht op 24 juni 1942, in 2006 opgeheven.
- SV Wings (Den Haag); op 1 januari 2016 met Hermes (Den Haag) gefuseerd tot Wings Hermes Combinatie (Den Haag).
- WSV '38; op 1 juli 1997 met Deventer Sport Vereniging Actief tot Handbal Combinatie Deventer 1997.
- HV WWV; opgericht in 1945, op 25 mei 1993 gefuseerd met Fortuna HV (Winterswijk) tot Handbal Combinatie Winterswijk.

### Z
- Zwart-Wit Oirsbeek (Oirsbeek); opgericht in 1957, in april 1991 met HV Alfa Schinnen (Schinnen) gefuseerd tot Zwart-Wit Schinnen (Schinnen).
- SV Zwolle (Zwolle); opgericht op 24 november 1965, op 1 juli 2016 met SV Tyfoon (Zwolle) gefuseerd tot HV Zwolle (Zwolle).